# Озеров, Михаил Витальевич
Михаил Витальевич Озеров (15 августа 1944, Москва — 29 апреля 2022, Лондон) — советский и российский журналист, редактор, сценарист и публицист. Лауреат Премии Ленинского комсомола за книгу «От Гринвича до экватора» (1982).

## Биография
Родился в Москве в семье литературоведа Виталия Озерова (1917—2007) и его жены Марии Озеровой (1920—2003). 
В 1967 году окончил филологический факультет МГУ.
В студенческие годы увлекался настольным теннисом.
Работал корреспондентом ТАСС в Шри-Ланке и Великобритании.
Освещал многие визиты советских и российских руководителей за рубеж, встречи на высшем уровне.
Первый в мире иностранный журналист в столице Народной Республика Кампучия Пномпене после освобождения его от полпотовцев.
В 1988—1990 годах — первый заместитель главного редактора журнала МИД СССР «Международная жизнь».
С 1990 года — зав. бюро в Великобритании «Литературной газеты» и «Комсомольской правды». С 1991 года — корреспондент «Литературной газеты» в Лондоне. Был членом редколлегии газеты «Советская Россия».
С 2002 года — главный редактор англоязычного издания журнала «Россия в глобальной политике». С того же года — Директор Совета по политологии Российской академии наук.
С 2005 года — Вице-президент Ассоциации Евро-Атлантического сотрудничества. Участвовал в различных международных конференциях в России и за рубежом.
С 2006 года — международный обозреватель «Известий», специальный корреспондент газеты «Комсомольская правда».
Член Союза журналистов России и Союза писателей России.
Скончался 29 апреля 2022 года в Лондоне на 78-м году жизни после тяжёлой болезни. Похоронен на Ваганьковском кладбище рядом с родителями (уч. 6).

## Работа журналистом
Работая журналистом был в более чем в семидесяти странах. Неоднократно совершал командировки в «горячие точки»: Вьетнам (в частности, во время войны с Китаем), захваченную Пол Потом Кампучию, Ближний Восток и т. д., об этих поездках — ряд его книг.
Ещё с восьмидесятых годов одна из главных тем — международный терроризм. Ему удавалось проникать в центры, где готовили наёмных убийц, и в лагеря для террористов, он встречался с боевиками, неофашистами и рассказывал об этом в своих литературных произведениях и в четырёхсерийном документальном фильме «Куда ведут нити заговора?»
Автор сотен статей и очерков в изданиях «Комсомольская правда», «Известия», «Литературная газета».

## Книги
Автор двенадцати книг на международные темы, а также — художественных и документальных фильмов, пьесы, телепередач.
- «На острове сокровищ» (издательство «Детская литература», Москва, 1975) — книга о молодой республике Шри-Ланка.
- «От Гринвича до экватора» (издательство «Советский писатель», Москва) — по материалам поездок писателя (Индия, Шри Ланка, Вьетнам, Кампучия и др.)
- «Англия без туманов. Из дневника корреспондента», «Детская литература. Москва» 1977 г.
- «Под прицелом — умы и души» (По ту сторону). — М.: Советская Россия, 1983 — публицистика о международном терроризме
- «Выстрелы из-за угла», «Детская литература. Москва» 1982 — публицистика о международном терроризме
- «Отверженные» (сборник рассказов совместно с известными журналистами-международниками Геннадий Васильев, Владимир Ломейко, Николай Боднарук, Николай Пастухов), «Советская Россия» 1983 г. — сборник историй о людях, живущих в разных концах света
- «Пулей, ядом, словом…», «Советский писатель», 1987. — 271 с. — публицистика о международном терроризме

За книгу «От Гринвича до экватора» присуждена премия Ленинского комсомола (1982).
Мемуары:
- «Это я видел…» — по результатам участия в советско-американских встречах в верхах (Женева, Рейкьявик, Вашингтон и т. д.).
- «Звезды Альбиона. Встречи с неприступными знаменитостями» (2002 г.). В ней идёт речь о встречах автора с королевой Елизаветой Второй, Маргарет Тэтчер, Тони Блэром, принцессой Дианой, Полом Маккартни и другими всемирно известными англичанами.